# مينوت جادسون سافاج
مينوت جادسون سافاج (بالإنجليزية: Minot Judson Savage)‏ هو كاتب مقالات أمريكي، ولد في 10 يونيو 1841 في Norridgewock ‏ في الولايات المتحدة، وتوفي في 22 مايو 1918 في بوسطن في الولايات المتحدة.